# Фурия (сериал)
«Фу́рия» — предстоящий российский сериал совместного производства Bubble Studios и «Плюс Студии», основанный на серии российских комиксов «Красная Фурия» издательства Bubble Comics. Сериал станет частью «Киновселенной Bubble» наряду с фильмами «Майор Гром: Чумной Доктор», «Гром: Трудное детство» и «Майор Гром: Игра». Ещё до съёмок дебютных картин студии, короткометражной и полнометражной экранизаций комиксов о майоре Громе, Артём Габрелянов рассказывал о планах снимать киноадаптации и других комиксов издательства Bubble, если первые фильмы окажутся успешными. Успешность «Майора Грома: Чумной Доктор» оказалась неоднозначной: несмотря на кассовый провал, фильм добился популярности на стриминговых платформах. В связи с этим авторы отмечали, что продолжат создание киноадаптаций, но, вероятнее, уже по заказу и финансированию онлайн-кинотеатров вроде «Кинопоиск» и Netflix. Анонс сериала состоялся 1 октября 2021 года. Продюсерами сериала выступят Артём Габрелянов, Михаил Китаев и Ольга Филипук, а начало съёмок планируется на 2023 год.

## Сюжет
Сюжет разворачивается в Москве и повествует о похождениях профессиональной воровки Ники Чайкиной, которая оказывается втянута в противостояние криминальных организаций. Авторы утверждают, что облик города будет изменён по аналогии с Санкт-Петербургом из фильма «Майор Гром: Чумной Доктор» — Москва в сериале будет выглядеть намного более футуристично, чем в реальной жизни. Планируется, что определённую роль в сериале сыграет оружейная корпорация Holt International, выступавшая в комиксе «Красная Фурия» в качестве антагониста. До этого Holt International упоминалась в фильме «Майор Гром: Чумной Доктор», кроме того, анонсировано камео самого майора Грома в исполнении Тихона Жизневского. События сериала будут происходить после событий фильма «Майор Гром: Игра» (2024).

## Актёрский состав
- Актриса неизвестна — Ника Чайкина / Фурия, профессиональная воровка, которая оказывается втянута в разборки криминальных организаций
- Матвей Лыков — Август ван дер Хольт, директор оружейной корпорации Holt International, голландец японского происхождения

## Производство
В начале октября 2015 года было объявлено об открытии киноподразделения Bubble Studios, в ответственность которого будет входить создание экранизаций по комиксам издательства. Ещё до съёмок дебютных картин студии, короткометражной и полнометражной экранизаций комиксов о майоре Громе, Артём Габрелянов рассказывал о планах снимать киноадаптации и других комиксов издательства, если первые фильмы окажутся успешными. Результат проката «Майора Грома: Чумной Доктор» оказался неоднозначным: несмотря на кассовый провал, фильм добился популярности на стриминговых платформах. В связи с этим авторы отмечали, что продолжат создание киноадаптаций, но, вероятнее, уже по заказу и финансированию онлайн-кинотеатров вроде «Кинопоиск» и Netflix.
1 октября 2021 года состоялся анонс первого в киновселенной Bubble сериала — «Фурия», основанного на линейке комиксов «Красная Фурия». Как и в случае с «Майор Гром: Чумной Доктор», «Фурия» будет снята совместно с «Кинопоиском», выход запланирован на 2022 год, а продюсерами сериала выступят Артём Габрелянов, Михаил Китаев и Ольга Филипук. На презентации «Кинопоиска» во время анонса сериала авторы объявили, что в сериале от комикса оставят только основную концепцию, сюжет же претерпит значительные изменения. Так, местом действия станет футуристичная Москва, а Ника Чайкина будет втянута в войну между преступными бандами столицы. Планируется что определённую роль в сериале сыграет корпорация Holt International, до этого упоминавшаяся в «Майор Гром: Чумной Доктор», а также состоится камео самого майора Грома в исполнении Тихона Жизневского.
На презентации проектов «Кинопоиска», проводившейся 15 сентября 2023 года, стало известно, что режиссёром проекта назначен Рустам Ильясов, роль Ники Чайкиной исполнит Дарья Верещагина, а съёмки начнутся в ноябре.
19 сентября 2024 года на презентации стримингового сервиса «Кинопоиск» Bubble Studios и «Плюс Студия» объявили о том, что первый сезон сериала «Фурия» выйдет в 2026 году. Более того, ещё до выхода первого сезона «Фурии» сериал был продлён на второй сезон, который должен выйти в 2029 году, через три года после первого. В декабре 2024 года стало известно, что Дарья Верещагина покинула проект по неизвестным причинам.